# Marcel Achard
Marcel Achard (5. července 1899 Sainte-Foy-lès-Lyon – 4. září 1974 Paříž), vlastním jménem Marcel Augustin Ferréol, byl francouzský dramatik, režisér a scenárista. Byl zvolen za člena Francouzské akademie 28. května 1959.
V mládí pracoval jako učitel a novinář. Od roku 1919 byl nápovědou v divadle Théâtre du Vieux-Colombier a Charles Dullin ho obsadil jako herce v představení Voulez-vous jouer avec moâ? Hry psal od roku 1922, zaměřil se na divácky vděčné konverzační komedie s milostnými náměty. Psal scénáře pro režiséry Marca Allégreta a Maxe Ophülse. Blake Edwards natočil podle jeho hry Idiotka film Clouseau na stopě. Byl členem Akademie Alphonse Allaise a předsedou poroty filmových festivalů v Cannes a Benátkách.

## Dílo
- 1923
  - Celui qui vivait sa mort (Ten, který přežil svou smrt)
  - Voulez-vous jouer avec moâ ?
  - La Messe est dite
- 1924 – Malborough s’en va-t-en guerre
- 1926
  - Je ne vous aime pas  (Nemiluji Vás)
  - La femme silencieuse (Tichá žena)
- 1929
  - Jean de la Lune  (Marcelina) – komedie o třech dějstvích
  - Une balle perdue 
  - La belle marinière
  - La vie est belle  (Život je krásný)
- 1931 – Mistigri (Černý Petr)
- 1932
  - Domino
  - La femme en blanc  (Žena v bílém)
- 1934
  - Le cinéma vol d’oiseau 
  - Pétrus
- 1936 – Noix de coco (Kokosový ořech)
- 1937 – Gribouille (Janek)
- 1938
  - L’Alibi, scénář
  - Le Corsaire  (Korzár)
- 1939 Adam
- 1942
  - Colinette, divadelní hra
  - Théâtre (Divadlo)
- 1947
  - Les sourires inutiles (Zbytečné úsměvy)
  - Savez-vous planter le choux ?, divadelní hra
  - Auprès de ma blonde
- 1949 – Histoires d’amour (Historie lásky)
- 1950 – Nouvelles histoires d’amour  (Nová historie lásky)
- 1951 – La p’tite Lili  (Malá Lili)
- 1952 – Le Moulin de la Galette
- 1953 – Les compagnons de la Marjolaine
- 1955 – Le Mal d’amour  (Špatná láska)
- 1957
  - Patate
  - Rions avec eux
- 1959 La Bagatelle  (Maličkost)
- 1961 L’Idiote (Idiotka)
- 1962
  - La Polka des lampions 
  - Turlututu
- 1963 – Eugène le Mystérieux
- 1964 – Machin-Chouette, divadelní hra
- 1969 – Gugusse
- 1974 – La Débauche (Zhýralost)

### Režie
- Folie-Bergère, komedie z roku 1935
- Jean de la Lune, komedie z roku 1948
- La valse de Paris, muzikál z roku 1949